# HD36026
HD36026 — хімічно пекулярна зоря спектрального класу A2, що має видиму зоряну величину в смузі V приблизно  8,7.
Вона  розташована на відстані близько 660,2 світлових років від Сонця.